# Dekanat XXI – Najświętszego Serca Pana Jezusa w Sułoszowej
Dekanat sułoszowski – dekanat diecezji sosnowieckiej należący do 1992 do archidiecezji częstochowskiej. Patronem dekanatu jest Najświętsza Maryja Panna Wspomożenia Wiernych.

## Parafie
Do dekanatu należą parafie:
1. Jerzmanowice – parafia św. Bartłomieja Apostoła
2. Kosmolów – parafia Najświętszej Maryi Panny Częstochowskiej
3. Przeginia – parafia Najświętszego Zbawiciela (Sanktuarium Najświętszego Zbawiciela)
4. Sąspów – parafia św. Katarzyny
5. Sułoszowa – parafia Najświętszego Serca Pana Jezusa
6. Zadroże – parafia św. Marcina